# Wąż morski (powieść)
Wąż morski (fr. Les Histoires de Jean-Marie Cabidoulin, 1901) – jednotomowa powieść Juliusza Verne’a z cyklu Niezwykłe podróże złożona z 15 rozdziałów.
Pierwszy polski przekład pojawił się w 1975.
Wąż morski to powieść przygodowa o statku wielorybniczym, który został zaatakowany przez tajemniczego potwora. 

## Fabuła
Statek wielorybniczy Saint Enoch ma wypłynąć w rejs z portu Le Havre we Francji. Brakuje jednak na statku lekarza i bednarza. Bednarz na statku wielorybniczym jest konieczny, ponieważ tran przechowuje się w beczkach. Ostatecznie lekarzem zostaje młody dr Filhiol, który poleca Jean-Marie Cabidoulina. Cabidoulin to stary wilk morski, jest jednak pełen przesądów i snuje ponure proroctwa. Kapitan Bourcart jednak nie ma wyjścia i statek wypływa z nim na pokładzie.
Z początku rejs przebiega normalnie. Cabidoulin snuje ponure opowieści o Wielkim Wężu Morskim i twierdzi, że katastrofa jest nieunikniona. Jednak wyprawa wielorybnicza kończy się pomyślnie. Po udanym sezonie łowieckim na Oceanie Południowym ładownia statku jest wypełniona beczkami.
	Później łowieckie szczęście się kończy. Na morzach północnych zamiast wielorybów załoga spotyka poszarpane szczątki tych zwierząt. Łodzie, z których odbywały się polowania, muszą uciekać przed nieznanym stworzeniem. Sam statek zostaje na pewien czas unieruchomiony, tak jakby na środku oceanu, wszedł na mieliznę. W tajemniczych okolicznościach na oczach załogi tonie rywalizujący z Saint Enoch angielski statek wielorybniczy Repton. Saint Enoch ratuje rozbitków. Wreszcie tajemnicza siła porywa statek i ciągnie przez ocean z ogromną prędkością. Ostatecznie statek wyrzucony jest na przybrzeżny lód. Rozbitków ratuje angielski statek World. Cabidoulin uważa, że los statku był wynikiem działania węża morskiego, ale prawdziwa przyczyna nie jest w książce wyjaśniona.